# Diego María de Noboa y Arteta

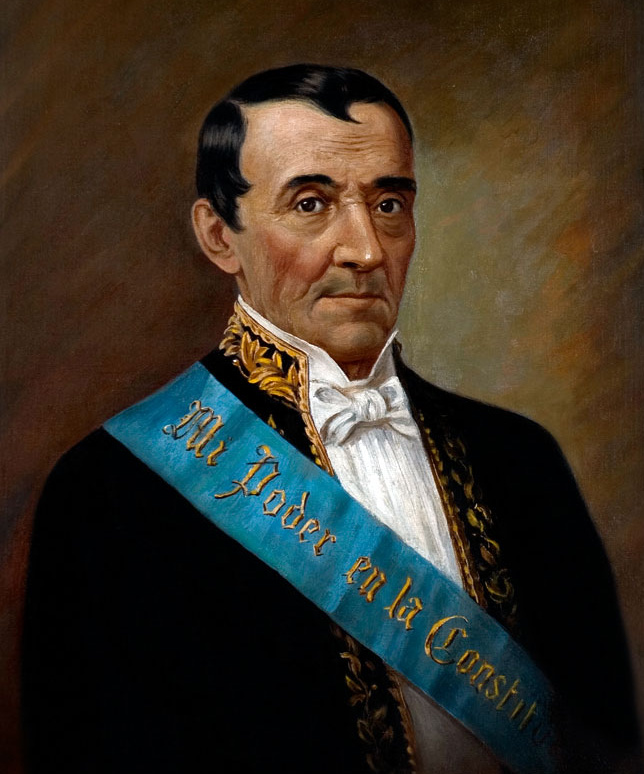
Diego María de Noboa y Artete

Diego María de Noboa y Arteta (Guayaquil, 1789 - aldaar, 1870) was een Ecuadoraans politicus.
Diego de Noboa kwam 20 februari 1850 in opstand tegen president Manuel de Ascásubi. Na het aftreden van Ascásubi op 10 juni 1850 was Diego de Noboa van 10 juni tot 8 december 1850 interim-president van Ecuador en van 8 december 1850 tot 17 juli 1851 president.
Op 13 juli 1851 kwam José María de Urbina in opstand tegen De Noboa. Urbina was een radicale democraat en verdreef de conservatieve De Noboa. Urbina werd hierop de nieuwe president.